# Лакунса Маэстрохуан, Хосе Луис
Хосе Луис Лакунса Маэстрохуан (исп. José Luis Lacunza Maestrojuán; род. 24 февраля 1944, Памплона, Испания) — первый панамский кардинал, августинец-реколлект. Титулярный епископ Партении и вспомогательный епископ Панамы с 30 декабря 1985 по 29 октября 1994. Епископ Читре с 29 октября 1994 по 2 июля 1999. Епископ Давида с 2 июля 1999 по 15 февраля 2024. Председатель конференции католических епископов Панамы с 2000 по 2004 и с 2007 по 2013. Кардинал-священник с титулом церкви Сан-Джузеппе-да-Копертино с 14 февраля 2015.